# ぴったし カン・カン
『ぴったし カン・カン』は、1975年10月7日から1986年3月25日までTBS系列局で放送されていたTBS制作のクイズ番組である。

## 概要
タレントだけでなく一般人も出場していた視聴者参加型番組。ほとんどの期間においては久米宏が司会を、コント55号の萩本欽一と坂上二郎がチームキャプテンを務めていた。
クイズ番組ならではのスリルを味わうような肩肘張った内容ではなく、トーク重視の内容だった。久米はこの番組での軽妙洒脱な司会ぶりで全国的な人気を得た。
「ほにゃらら」という言葉は、久米が問題を読む際「このとき思わず『ほにゃらら』と叫んでしまいました。なんと叫んだのでしょうか？」というように出題時に正解部分を伏せるのに使っていたもので、これが元で広く一般にも使われるようになった。「ほにゃぺけ」と言うこともあった。この造語が出来たのは久米本人の話によると、かつてラジオパーソナリティをしていた頃にハガキの投稿者が匿名希望の時に、その投稿者にも自分のことだとわかるように（例えば「久米宏」だったら「ふめほろし」のように）「ほにゃらへにゃら」などということを言ったのが始まりだったという。
またこの番組は、日本のクイズ番組史上初のVTR問題を出した番組でもある。フジテレビの『なるほど!ザ・ワールド』も同様のスタイルを取っていたが、本番組はそれよりも6年早く始められている。
企画の発端は、テレビ局のスタッフや作家などを集めて行われた萩本宅での新年会で、古くからある古今東西ゲーム（山手線ゲーム）をヒントにして発案された。これは、司会役が「古今東西、花の名前!」とお題を出せば対戦者同士が花の名前を競って口にし、途中で一度出た花の名前を言ってしまったり途切れたりすれば負けとなるゲームで、このゲームが持つスピード感をクイズ番組に活かせないものかと提案された。よって企画クレジットには、萩本が各企画・主演番組で用いていたペンネーム「秋房子」（あき・ふさし）が挙がっている。番組開始前の萩本は、自身と坂上それぞれの個人活動が増えてコント55号としての活動に限界を感じていた頃であり、またコント以外の新しい番組を模索しはじめていた頃でもあった。当時『55号決定版!』の担当者で、先述の新年会に招かれていたTBSのプロデューサーは関係各位を奔走し、長年「55号枠」として定着していた火曜19:30枠を使っての番組スタートにこぎつけた。番組タイトルは、「クイズに正解（＝ぴったし）したときになる鐘（＝カン・カン）」に因んで付けられた。
番組制作は2週分をまとめて行うスタイルで、まず1本目を生放送した後、撮って出しの形で翌週放送分を収録していた。萩本は、当時本番組の生放送・収録直前の時間まで自身企画・主演の『欽ちゃんのどこまでやるの!』（テレビ朝日）の収録に参加しており、同番組の収録が延びて本番組の生放送に遅刻寸前という事態がしばしばあったという。また、この生放送中で一度機械が壊れてコマーシャルが流れず、萩本と坂上が急遽生でスポンサーを連呼し始め、最後には出演者全員が輪になって踊るという、生コマーシャルを演出したことがあった。
番組は、直前の時間帯に放送されていた『ザ・チャンス!』ともども高い視聴率をマークしていた。最高視聴率は1979年11月20日放送分での37.6% （ビデオリサーチ・関東地区調べ）。当初はトクホン本舗（鈴木日本堂＝現・トクホン）の一社提供で放送されていたが、中期はトクホンと日立の2社提供となり、それ以降は複数社提供となった。
なお、1980年4月8日の放送からは、スポンサーの日立が音声多重テレビを製造・販売していることに合わせてステレオ放送となり、これに伴って、番組内の音楽もステレオで再録音された。
なお、「ぴったしカン・カン」の語句を当番組のスポンサーだった日立製作所が商標登録していたが（第4668289号）、2013年に期限満了により商標権は消滅した。

## ルール
解答者は、坂上がキャプテンとなって3人の芸能人と組む「ぴったしチーム」と、萩本がキャプテンとなって3人の一般人と組む「カン・カンチーム」とに分かれる。最初の問題の先攻、後攻はじゃんけんで決める。
久米は問題とヒントを出し、解答者たちは久米によるベルの「チン」の音を合図にして順番に答えていく。まず先攻チームのキャプテンから席の順に1人ずつ解答、一巡すると相手チームに解答権が移り、久米が再度ベルを「チン」と鳴らす。後攻チームもキャプテンから順に1人ずつ解答、これを繰り返す。久米は、正解が出そうになると「惜しいー!」「○○じゃなーい!」、逆になかなか正解に近づかない場合は「○○から離れて!」などと悲鳴のような声を上げ、雰囲気を盛り上げた。
正解が出ると久米が「ぴったしカン・カーン!」とコールし、チューブラーベルを連打するSEが流れる。このとき、カメラマンの操作により、正解者の「ズームアップ」と「ズームダウン」（広角）を高速で繰り返す映像効果（谷啓の持ちギャグ、「ガチョーン」で使われるカメラ効果と同じもの）が加えられる。一定時間内に正解が出ないと久米がブザーを鳴らし、正解無しで解答が終了する。
正解時の得点は通常は10点だが、最初の1人目で正解が出ると倍の20点を獲得。最終問題では得点が30点になり、これも1人目で正解すると倍の60点を獲得。
勝利チームには、ゲストから「カン・カンチーム」に合った賞品がプレゼントされる。しかし「ぴったしチーム」が勝っても、キャプテンの坂上が「これは皆様に差し上げます!」と言って「カン・カンチーム」にプレゼントしてしまうのがお約束だった。要するに「カン・カンチーム」は勝っても負けても賞品がプレゼントされるというサービス精神旺盛なものである。さらに「カン・カンチーム」にはカメラなどの参加賞もプレゼントされる。
コーナーはフィルム問題、ゲストが登場する「1枚の写真」コーナー（久米が「お待たせ致しました、ぴったしカン・カン恒例（番組初期は吉例）、1枚の写真!」とコール）と続き、その後はゲストにちなんだ問題で構成される。最後に総合得点を発表し、ゲストが中央に移動して、歌のコーナーとなる。そのままエンディングとなり、勝ったチームに賞品が贈られて番組が終わる。
「1枚の写真」までは1 - 2問程度モニターテレビからの出題（フィルム問題）が行われ、フィルムが止まったところで久米が問題を出してスタートする。この場合には、正解の字幕スーパーは出てこなかった（久米が「皆さんもご一緒にお考え下さい」と言う）「一枚の写真」を除き観客には正解を教える。そのため、正解に近い答えが出ると、観客から拍手が湧く。他に品物を使った問題が出されたこともあった（例：「このおもちゃの建屋の中には、どんな車が入っているのでしょう？」/正解は「石焼き芋の屋台をドッキングした車」。解答終了後、改めてラーメン屋台をドッキングした車も合わせて紹介された）。一方、「1枚の写真」以降のゲストにちなんだ問題では、正解の字幕スーパーが表示された。

## 番組のスタイル
坂上の「キュー!」 (Cue) の掛け声と久米のタイトルコールで番組はスタート。久米は「ぴっ……たしカン・カン!」と、タイトルコールに多少の「ため」を入れるのが恒例であった。その後、オープニングBGMに合わせ、久米と解答者全体（ここで番組のタイトルロゴ表示）、会場観覧者 → ぴったしチーム → カン・カンチーム → 久米のアップの順に映像が切り替わり、久米が挨拶をした。
久米の挨拶の後、ぴったしチームの自己紹介、カン・カンチームの自己紹介がある。自己紹介の際は、ちょっとしたコメント（各者共通のキーワードを含めている）を言ってから自分の名前を言うのが決まりであり、ぴったしチーム4枠目の藤村俊二はここのコメントで必ずスタジオの笑いを誘うのがお約束であった。カン・カンチームは、まず一人一人が自己紹介した後、萩本の「では、チームの名前は？」の声とともに3人がアクション付きでチーム名を紹介していた。
司会席後方には2枚パネルがあり、番組を始める時は両方閉じた状態→フィルム（ビデオ）問題の時は左側のパネルを開け（ゲストの歌コーナーをVTRで披露する場合も再度開けていた）、「1枚の写真」に入ると左のパネルを閉じる代わりに右に掲げられたゲストの思い出の写真が開く。「1枚の写真」で正解が出るとゲストが登場し、以後番組終了まで、このゲストの思い出の写真をオープンした状態のままクイズが進んでいった。
なお、ステレオ放送になってからは、司会者と「1枚の写真」のゲストは中央に、ぴったしチームが左側から、カン・カンチームが右側からそれぞれ音が出る定位を取り、会場観覧者の声はそのままステレオ音声で放送していた。

## 放送時間
いずれも日本標準時。
- 火曜 19:30 - 20:00 （1975年10月7日 - 1984年9月25日）
- 火曜 19:20 - 19:58 （1984年10月9日 - 1986年3月25日） - 『JNNニュースコープ』が20分延長されたことにより、放送時間が10分繰り上げ・8分拡大。

## 出演者

### 司会
- 初代0：久米宏（開始当時TBSアナウンサー、1975年10月 - 1984年5月、1979年7月以降はフリーアナウンサー・タレントとして出演）
- 2代目：小島一慶（当時TBSアナウンサー、1984年6月 - 1985年9月）
- 3代目：吉田照美（1985年10月 - 1986年3月）
- 生島ヒロシ（当時TBSアナウンサー） - 吉田が欠席した回での代理司会。

### キャプテン

#### ぴったしチーム
- 坂上二郎（コント55号） - 久米、萩本とともに途中降板。
- 関根勤 - 1984年6月から坂上の後任。
- 黒沢年男（後の黒沢年雄） - レギュラー解答者を務めていたこともある。

#### カンカンチーム
- 萩本欽一（コント55号） - 久米が欠席した回では代理司会も務めた。久米、坂上とともに途中降板。
- 風見慎吾（後の風見しんご） - 「1枚の写真」のゲストとして出演したこともある。1984年6月から萩本の後任。
- 斎藤清六
- 山口良一

### ぴったしチーム・レギュラー解答者
- 藤村俊二 - レギュラー解答者時代、「1枚の写真」のゲストとして出演したこともある。しかし正解がなかなか出ず、出た後に萩本から「局まで一緒にタクシーで来たのに」と言われていた。
- 岸ユキ
- 相本久美子 - クイズの正解率が高かった。「1枚の写真」のゲストとして出演したこともある。
- 倉石功
- ヘレン笹野
- 斉藤ゆう子
- 平田昭彦 - 萩本が代理司会を務めた回では、カン・カンチームの代理キャプテンも務めた。
- 沢田亜矢子
- 朝比奈マリア
- 桑田靖子

## スタッフ
- 制作：西村邦房
- 企画：秋房子、パジャマ党
- 構成：大岩賞介、高橋秀樹ほか
- 協力：浅井企画
- タイトルデザイン：湯村輝彦（小島時代）
- 音楽：ボブ佐久間、土持城夫、安川ひろし、前田憲男[注 3][注 4]
- アシスタント：市川みゆき、山根真由美、山口ひろみ、押田加寿子、宮崎雅子、大倉喜代美、坂本佳栄子、東福久栄、西本淑子、井手真珠美、安藤久美、山内洋子、森なか子、竹沢るり子、ほか
- 技術：秋本浩志、他
- 映像：池田治道、他
- カラー調整：大泉新介
- 音声：和田英雄、他
- 照明：池江慎一、他
- 美術進行：河瀬洋男、他
- 美術デザイン：石田道昭、他
- 効果：若林宏夫、他
- 演出：増井昭太郎、加藤嘉一、岩原貞雄、杉山広司、島津剛史、関谷浩至、熊谷信也
- プロデューサー：長谷部務、杉山広司

## 番組終了とその後
1984年5月、長らく番組に出演していた久米・萩本・坂上の3人が揃って降板。同年6月からは替わって小島一慶が司会に就き、キャプテンやスタジオセットも変えるリニューアルが行われた。この際、番組タイトルロゴとスタジオセットでの表記が「元祖・ぴったし カン・カン」に改められ、タイトルロゴには登録商標を意味する (R) マークが付された（なお、前述の日立製作所による商標出願は2000年に行われているため、その時点では登録商標ではない）。また、司会者のタイトルコールや新聞での表記は「ぴったし カン・カン」のままだった。
1985年10月からは司会を吉田照美に変更して続けられたものの、それから半年後に番組は終了し、10年半に及ぶ歴史に幕を下ろした。
番組終了から4年後の1990年5月、同じくTBSの『いきなり!クライマックス』で本番組の復刻企画が行われた。この回の企画には、番組終了時の出演者である吉田照美や藤村俊二が出演した。さらに5年後の1995年4月には『春の久米宏スペシャル カン・カンぴったし'95』と題しての単独スペシャルが放送されたが、萩本と坂上はこの特番には出演しなかった。1998年1月2日に放送した音楽特番『今夜はPOPに大騒ぎ 超豪華!歌姫新年会'98』での復活企画は、司会：永井美奈子、解答者：今田耕司、東野幸治、ゲスト：和田アキ子とオリジナルメンバーのいない状態で行われたが、2000年12月30日にTBSの『38時間テレビ（SAMBA・TV）』で行われた復活企画には、萩本と坂上がキャプテンとして、藤村が解答者として出演した。その他の出演者は司会：福留功男、スペシャルパーソナリティ：モーニング娘。、ゲスト：田村亮子。
2003年4月から2021年9月までリメイク版として、TBSアナウンサー・安住紳一郎司会の『ぴったんこカン・カン』が放送されていた。ただし、同番組はリニューアルしてからはグルメロケのVTRが中心でクイズはおまけ程度になるなどオリジナルとは内容がまったく異なっている。『ぴったし』時代の解答者である藤村も、当初は同番組にレギュラー出演していた。
2009年6月20日には、美空ひばりが「一枚の写真」のゲストとして出演した回（1980年8月19日放送の第245回）がCS放送のTBSチャンネルで再放送された。この回のぴったしチームの解答者には、キャプテンの坂上のほかに平田昭彦、朝比奈マリア、藤村俊二が出演していた。TBSにはこの回のマスターテープが残っていないため、放送するにあたってひばり本人が自宅で録画していた家庭用ビデオテープを使用した。そのため、本放送時に画面表示されたステレオマークと公開収録の告知テロップもそのまま放送された。TBSチャンネルは毎年ひばりの命日である6月24日前後の時期に「美空ひばり特集」という特別企画を組んでおり、その都度この回の映像が流されている。

## ネット局
系列は放送当時のもの。
| 放送対象地域           | 放送局         | 系列                          | ネット形態                         | 備考 |
| ---------------------- | -------------- | ----------------------------- | ---------------------------------- | --- |
| 関東広域圏             | 東京放送       | TBS系列                       | 製作局                             | 現・TBSテレビ |
| 北海道                 | 北海道放送     | TBS系列                       | 同時ネット                         | |
| 青森県                 | 青森テレビ     | TBS系列                       | 同時ネット                         | |
| 岩手県                 | 岩手放送       | TBS系列                       | 同時ネット                         | 現・IBC岩手放送 |
| 宮城県                 | 東北放送       | TBS系列                       | 同時ネット                         | |
| 秋田県                 | 秋田放送       | 日本テレビ系列                | 遅れネット                         | 30分時代は月曜19:00 40分時代は土曜正午                                                                                       |
| 山形県                 | 山形放送       | 日本テレビ系列 テレビ朝日系列 | 遅れネット                         | 1984年9月まで 月曜 19:00 - 19:30にて放送                                                                                     |
| 福島県                 | 福島テレビ     | フジテレビ系列                | 同時ネット →遅れネット             | 1983年3月まではTBS系列とのクロスネット局 『Dr.スランプ アラレちゃん』同時ネット化のため、1983年9月に打ち切り                 |
| 福島県                 | テレビユー福島 | TBS系列                       | 同時ネット                         | 1983年11月29日のサービス放送期間から                                                                                         |
| 山梨県                 | テレビ山梨     | TBS系列                       | 同時ネット                         | |
| 新潟県                 | 新潟放送       | TBS系列                       | 同時ネット                         | |
| 長野県                 | 信越放送       | TBS系列                       | 同時ネット                         | |
| 静岡県                 | 静岡放送       | TBS系列                       | 同時ネット                         | |
| 石川県                 | 北陸放送       | TBS系列                       | 同時ネット                         | |
| 福井県                 | 福井放送       | 日本テレビ系列                | 遅れネット                         | 水曜 17:30 - 18:00にて放送                                                                                                   |
| 中京広域圏             | 中部日本放送   | TBS系列                       | 同時ネット                         | 現・CBCテレビ |
| 近畿広域圏             | 毎日放送       | TBS系列                       | 同時ネット                         | |
| 鳥取県・島根県         | 山陰放送       | TBS系列                       | 同時ネット                         | |
| 岡山県 →岡山県・香川県 | 山陽放送       | TBS系列                       | 同時ネット                         | 現・RSK山陽放送 1983年3月までの放送対象地域は岡山県のみ 1983年4月からは電波相互乗り入れによって香川県でも放送                |
| 広島県                 | 中国放送       | TBS系列                       | 同時ネット                         | |
| 山口県                 | テレビ山口     | TBS系列 フジテレビ系列        | 遅れネット →同時ネット →遅れネット | |
| 徳島県                 | 四国放送       | 日本テレビ系列                | 遅れネット                         | 30分時代は1979年時点では土曜 19:00 - 19:30にて、 1982年時点では水曜 17:30 - 18:00にて、 38分時代は水曜 17:20 - 17:58にて放送 |
| 高知県                 | テレビ高知     | TBS系列                       | 同時ネット                         | |
| 福岡県                 | RKB毎日放送    | TBS系列                       | 同時ネット                         | |
| 長崎県                 | 長崎放送       | TBS系列                       | 遅れネット →同時ネット             | |
| 熊本県                 | 熊本放送       | TBS系列                       | 同時ネット                         | |
| 大分県                 | 大分放送       | TBS系列                       | 同時ネット                         | |
| 宮崎県                 | 宮崎放送       | TBS系列                       | 同時ネット                         | |
| 鹿児島県               | 南日本放送     | TBS系列                       | 遅れネット →同時ネット             | |
| 沖縄県                 | 琉球放送       | TBS系列                       | 同時ネット                         | |

### 備考
1975年3月までTBS系列火曜19時台後半はローカルセールス枠に準じる扱い（一社提供スポンサーだったトクホン本舗の厚意で、当枠を時差スポンサードネットとした上でローカル番組への差し替えを可能としていた）だった名残で、長崎放送と南日本放送は、日本テレビ系列土曜19時台前半枠の番組（よみうりテレビ製作『全日本歌謡選手権』→『そっくりショー』→『新・巨人の星』→『宇宙戦艦ヤマト2』→『新・巨人の星II』→『宇宙空母ブルーノア』→『宇宙戦艦ヤマト3』→『一ッ星家のウルトラ婆さん』→『魔拳!カンフーチェン』 送出局＝南日本放送等）を遅れ放送していたため、本番組が遅れ放送となった（長崎放送では日曜18:00 - 18:30、南日本放送は土曜13:30 - 14:00）。その後長崎放送では1979年4月から、南日本放送では1983年4月から同時ネット化された。
当時フジテレビ系列とのクロスネット局だった福島テレビ・テレビ山口の2局では以下の対応が取られていた。
- テレビ山口では、当初火曜19:30枠がNETテレビ（現・テレビ朝日）系月曜19:30枠のアニメ番組（その後MBS制作・TBS系『まんが日本昔ばなし』に変更）の遅れネット枠だった関係上、日曜10:00から遅れネットで放送し、テレビ朝日系の一部が山口放送に移行した後は、他のTBS系列局と同じ放送日時に放送されていたが、1981年10月からは、「火曜ワイドスペシャル」の放送日時が19:30からに繰り上がったため、土曜17:00に放送日時を移動した。1984年10月から土曜17:20に変更。
- 福島テレビでもクロスネット時代は同時ネットで放送されていたが、1983年4月にフジテレビ系フルネット局にネットチェンジ（JNN脱退・FNN加盟）したため、1983年9月までは水曜19:00 - 19:30に放送時間が変更された（放送時間変更後は、直後枠である火曜20:00枠ドラマを打ち切った上で「火曜ワイドスペシャル」へ変更）。ちなみに福島県では1983年10月から同年11月中盤までは未放送だったが、同年11月29日のテレビユー福島サービス放送期間中に放送を再開した。